# Gran Premio di superbike di Hockenheim 2000
Il Gran Premio di superbike di Hockenheim 2000 è stato la sesta prova su tredici del campionato mondiale Superbike 2000, disputato il 4 giugno sull'Hockenheimring, ha visto la vittoria di Troy Bayliss in gara 1, mentre la gara 2 è stata vinta da Noriyuki Haga.
La vittoria nella gara valevole per il campionato mondiale Supersport è stata invece ottenuta da Jörg Teuchert. La gara del campionato Europeo della classe Superstock viene vinta da Chris Burns.

## Risultati

### Gara 1

#### Arrivati al traguardo[5]
| Pos. | Nº  | Pilota               | Squadra              | Motocicletta      | Giri | Tempo     | Griglia | Punti |
| ---- | --- | -------------------- | -------------------- | ----------------- | ---- | --------- | ------- | ----- |
| 1º   | 21  | Troy Bayliss         | Ducati Infostrada    | Ducati 996        | 14   | 28:20.273 | 2º      | 25    |
| 2º   | 4   | Akira Yanagawa       | Kawasaki Racing      | Kawasaki ZX 7RR   | 14   | +0:00.202 | 4º      | 20    |
| 3º   | 41  | Noriyuki Haga        | Yamaha WSBK          | Yamaha YZF R7     | 14   | +0:00.748 | 5º      | 16    |
| 4º   | 2   | Colin Edwards        | Castrol Honda        | Honda VTR1000     | 14   | +0:00.799 | 1º      | 13    |
| 5º   | 111 | Aaron Slight         | Castrol Honda        | Honda VTR1000     | 14   | +0:03.484 | 9º      | 11    |
| 6º   | 13  | Andreas Meklau       | Gerin WSBK           | Ducati 996 RS2000 | 14   | +0:07.183 | 8º      | 10    |
| 7º   | 3   | Troy Corser          | Aprilia Axo          | Aprilia RSV 1000  | 14   | +0:07.259 | 3º      | 9     |
| 8º   | 33  | Robert Ulm           | Gerin WSBK           | Ducati 996 RS2000 | 14   | +0:16.461 | 16º     | 8     |
| 9º   | 30  | Alessandro Antonello | Aprilia Axo          | Aprilia RSV 1000  | 14   | +0:22.330 | 7º      | 7     |
| 10º  | 155 | Ben Bostrom          | Ducati NCR           | Ducati RS 996     | 14   | +0:26.570 | 14º     | 6     |
| 11º  | 5   | Simon Crafar         | Kawasaki Racing      | Kawasaki ZX 7RR   | 14   | +0:26.623 | 10º     | 5     |
| 12º  | 45  | James Haydon         | Revè Red Bull        | Ducati RS 996     | 14   | +0:26.915 | 15º     | 4     |
| 13º  | 19  | Juan Borja           | Ducati Infostrada    | Ducati 996        | 14   | +0:27.514 | 17º     | 3     |
| 14º  | 40  | Steve Plater         | Kawasaki UK          | Kawasaki ZX 7RR   | 14   | +0:27.777 | 18º     | 2     |
| 15º  | 18  | Markus Barth         | Alpha Technik Yamaha | Yamaha R7         | 14   | +0:38.373 | 20º     | 1     |
| 16º  | 39  | Alessandro Gramigni  | Valli Racing 391     | Yamaha R7         | 14   | +0:38.730 | 21º     |       |
| 17º  | 20  | Marco Borciani       | Pedercini            | Ducati RS 996     | 14   | +0:38.940 | 24º     |       |
| 18º  | 9   | Katsuaki Fujiwara    | Suzuki Alstare       | Suzuki GSX R750   | 14   | +0:49.220 | 11º     |       |
| 19º  | 46  | Mauro Sanchini       | Pedercini            | Ducati RS 996     | 14   | +0:51.470 | 25º     |       |
| 20º  | 38  | Lance Isaacs         | Ducati NCR           | Ducati RS 996     | 14   | +0:51.470 | 26º     |       |
| 21º  | 35  | Giovanni Bussei      | Kawasaki Bertocchi   | Kawasaki ZX 7RR   | 14   | +0:51.745 | 22º     |       |
| 22º  | 113 | Paolo Blora          | Pacific              | Ducati 996 RS2000 | 14   | +0:52.073 | 27º     |       |
| 23º  | 10  | Vittoriano Guareschi | Yamaha WSBK          | Yamaha YZF R7     | 14   | +1:02.355 | 12º     |       |
| 24º  | 23  | Jiří Mrkývka         | JM SBK               | Ducati 996 R      | 14   | +1:43.042 | 31º     |       |

#### Ritirati
| Nº  | Pilota               | Squadra              | Motocicletta    | Giri | Griglia |
| --- | -------------------- | -------------------- | --------------- | ---- | ------- |
| 7   | Pierfrancesco Chili  | Suzuki Alstare       | Suzuki GSX R750 | 13   | 6º      |
| 11  | Lucio Pedercini      | Pedercini            | Ducati RS 996   | 12   | 23º     |
| 28  | Jürgen Oelschläger   | Alpha Technik Yamaha | Yamaha R7       | 11   | 19º     |
| 15  | Igor Antonelli       | Kawasaki Bertocchi   | Kawasaki ZX 7RR | 10   | 30º     |
| 69  | Jonnie Ekerold       | White Endurance      | Honda VTR1000   | 6    | 29º     |
| 32  | Massimo De Silvestro | Kawasaki Bertocchi   | Kawasaki ZX 7RR | 6    | 34º     |
| 501 | Anthony Gobert       | MVR Bimota Exp.      | Bimota SB8K     | 2    | 28º     |
| 47  | John Reynolds        | Revè Red Bull        | Ducati RS 996   | 1    | 13º     |
| 24  | Vladimír Karban      | Karban Racing        | Suzuki GSX R750 | 1    | 33º     |
| 44  | Claude-Alain Jäggi   | Philippe Coulon      | Honda VTR1000   | 1    | 32º     |

### Gara 2

#### Arrivati al traguardo[6]
| Pos. | Nº  | Pilota               | Squadra              | Motocicletta      | Giri | Tempo     | Griglia | Punti |
| ---- | --- | -------------------- | -------------------- | ----------------- | ---- | --------- | ------- | ----- |
| 1º   | 41  | Noriyuki Haga        | Yamaha WSBK          | Yamaha YZF R7     | 14   | 28:20.519 | 5º      | 25    |
| 2º   | 2   | Colin Edwards        | Castrol Honda        | Honda VTR1000     | 14   | +0:00.170 | 1º      | 20    |
| 3º   | 7   | Pierfrancesco Chili  | Suzuki Alstare       | Suzuki GSX R750   | 14   | +0:00.406 | 6º      | 16    |
| 4º   | 21  | Troy Bayliss         | Ducati Infostrada    | Ducati 996        | 14   | +0:00.687 | 2º      | 13    |
| 5º   | 111 | Aaron Slight         | Castrol Honda        | Honda VTR1000     | 14   | +0:06.083 | 9º      | 11    |
| 6º   | 3   | Troy Corser          | Aprilia Axo          | Aprilia RSV 1000  | 14   | +0:06.132 | 3º      | 10    |
| 7º   | 30  | Alessandro Antonello | Aprilia Axo          | Aprilia RSV 1000  | 14   | +0:08.878 | 7º      | 9     |
| 8º   | 13  | Andreas Meklau       | Gerin WSBK           | Ducati 996 RS2000 | 14   | +0:14.097 | 8º      | 8     |
| 9º   | 33  | Robert Ulm           | Gerin WSBK           | Ducati 996 RS2000 | 14   | +0:17.514 | 16º     | 7     |
| 10º  | 9   | Katsuaki Fujiwara    | Suzuki Alstare       | Suzuki GSX R750   | 14   | +0:17.845 | 11º     | 6     |
| 11º  | 155 | Ben Bostrom          | Ducati NCR           | Ducati RS 996     | 14   | +0:19.201 | 14º     | 5     |
| 12º  | 19  | Juan Borja           | Ducati Infostrada    | Ducati 996        | 14   | +0:23.877 | 17º     | 4     |
| 13º  | 10  | Vittoriano Guareschi | Yamaha WSBK          | Yamaha YZF R7     | 14   | +0:36.460 | 12º     | 3     |
| 14º  | 5   | Simon Crafar         | Kawasaki Racing      | Kawasaki ZX 7RR   | 14   | +0:37.953 | 10º     | 2     |
| 15º  | 18  | Markus Barth         | Alpha Technik Yamaha | Yamaha R7         | 14   | +0:43.444 | 20º     | 1     |
| 16º  | 38  | Lance Isaacs         | Ducati NCR           | Ducati RS 996     | 14   | +0:44.246 | 26º     |       |
| 17º  | 28  | Jürgen Oelschläger   | Alpha Technik Yamaha | Yamaha R7         | 14   | +0:47.227 | 19º     |       |
| 18º  | 20  | Marco Borciani       | Pedercini            | Ducati RS 996     | 14   | +0:49.995 | 24º     |       |
| 19º  | 39  | Alessandro Gramigni  | Valli Racing 391     | Yamaha R7         | 14   | +0:54.398 | 21º     |       |
| 20º  | 113 | Paolo Blora          | Pacific              | Ducati 996 RS2000 | 14   | +0:56.689 | 27º     |       |
| 21º  | 23  | Jiří Mrkývka         | JM SBK               | Ducati 996 R      | 14   | +1:39.446 | 31º     |       |
| 22º  | 44  | Claude-Alain Jäggi   | Philippe Coulon      | Honda VTR1000     | 13   | +1 giro   | 32º     |       |

#### Ritirati
| Nº  | Pilota               | Squadra            | Motocicletta    | Giri | Griglia |
| --- | -------------------- | ------------------ | --------------- | ---- | ------- |
| 35  | Giovanni Bussei      | Kawasaki Bertocchi | Kawasaki ZX 7RR | 12   | 22º     |
| 15  | Igor Antonelli       | Kawasaki Bertocchi | Kawasaki ZX 7RR | 11   | 30º     |
| 4   | Akira Yanagawa       | Kawasaki Racing    | Kawasaki ZX 7RR | 9    | 4º      |
| 45  | James Haydon         | Revè Red Bull      | Ducati RS 996   | 7    | 15º     |
| 46  | Mauro Sanchini       | Pedercini          | Ducati RS 996   | 6    | 25º     |
| 11  | Lucio Pedercini      | Pedercini          | Ducati RS 996   | 5    | 23º     |
| 69  | Jonnie Ekerold       | White Endurance    | Honda VTR1000   | 5    | 29º     |
| 24  | Vladimír Karban      | Karban Racing      | Suzuki GSX R750 | 4    | 33º     |
| 40  | Steve Plater         | Kawasaki UK        | Kawasaki ZX 7RR | 3    | 18º     |
| 501 | Anthony Gobert       | MVR Bimota Exp.    | Bimota SB8K     | 3    | 28º     |
| 32  | Massimo De Silvestro | Kawasaki Bertocchi | Kawasaki ZX 7RR | 3    | 34º     |
| 47  | John Reynolds        | Revè Red Bull      | Ducati RS 996   | 0    | 13º     |

### Supersport

#### Arrivati al traguardo
| Pos. | Nº | Pilota                | Squadra              | Motocicletta     | Giri | Tempo     | Punti |
| ---- | -- | --------------------- | -------------------- | ---------------- | ---- | --------- | ----- |
| 1º   | 4  | Jörg Teuchert         | Alpha Technik Yamaha | Yamaha YZF R6    | 14   | 29'50.103 | 25    |
| 2º   | 5  | Rubén Xaus            | Ducati Infostrada    | Ducati 748 RS    | 14   | +0.026    | 20    |
| 3º   | 1  | Stéphane Chambon      | Suzuki Alstare       | Suzuki GSX R 600 | 14   | +0.162    | 16    |
| 4º   | 2  | Iain MacPherson       | Kawasaki Racing      | Kawasaki ZX 6R   | 14   | +0.496    | 13    |
| 5º   | 15 | Paolo Casoli          | Ducati Infostrada    | Ducati 748 RS    | 14   | +0.691    | 11    |
| 6º   | 69 | James Whitham         | Yamaha Belgarda      | Yamaha YZF R6    | 14   | +1.063    | 10    |
| 7º   | 6  | Christian Kellner     | Alpha Technik Yamaha | Yamaha YZF R6    | 14   | +1.110    | 9     |
| 8º   | 7  | Fabrizio Pirovano     | Suzuki Alstare       | Suzuki GSX R 600 | 14   | +7.034    | 8     |
| 9º   | 22 | Werner Daemen         | Yamaha Belgium       | Yamaha R6        | 14   | +7.667    | 7     |
| 10º  | 31 | Karl Muggeridge       | Ten Kate Honda       | Honda CBR 600    | 14   | +7.861    | 6     |
| 11º  | 21 | Massimo Meregalli     | Yamaha Belgarda      | Yamaha YZF R6    | 14   | +8.229    | 5     |
| 12º  | 8  | Cristiano Migliorati  | Metalsistem Endoug   | Suzuki GSX 600   | 14   | +23.635   | 4     |
| 13º  | 9  | Wilco Zeelenberg      | Dee Cee Jeans Racing | Yamaha R6        | 14   | +23.659   | 3     |
| 14º  | 18 | Vittorio Iannuzzo     | Lorenzini-T.Italia   | Yamaha R6        | 14   | +23.805   | 2     |
| 15º  | 19 | Walter Tortoroglio    | D.F.X. Racing        | Ducati 748       | 14   | +23.963   | 1     |
| 16º  | 3  | Piergiorgio Bontempi  | D.C.R. Pirelli       | Ducati 748 R     | 14   | +24.118   |       |
| 17º  | 12 | Andrew Pitt           | Kawasaki Racing      | Kawasaki ZX 6R   | 14   | +36.730   |       |
| 18º  | 46 | Nicolas Dussauge      | Yamaha Belgium       | Yamaha R6        | 14   | +36.759   |       |
| 19º  | 23 | Davide Bulega         | GiMotorsport Lights  | Yamaha R6        | 14   | +37.290   |       |
| 20º  | 34 | Yves Briguet          | D.F.X. Racing        | Ducati 748       | 14   | +37.385   |       |
| 21º  | 39 | Nigel Arnold          | Ten Kate Honda       | Honda CBR 600    | 14   | +37.825   |       |
| 22º  | 37 | Paul Young            | BKM Racing           | Yamaha R6        | 14   | +42.550   |       |
| 23º  | 38 | Eric Mahé             | Dee Cee Jeans Racing | Yamaha R6        | 14   | +49.385   |       |
| 24º  | 55 | Norino Brignola       | Lorenzini-T.Italia   | Yamaha R6        | 14   | +54.994   |       |
| 25º  | 16 | Sébastien Charpentier | Honda France Elf     | Honda CBR 600    | 14   | +1'21.949 |       |

#### Ritirati
| Nº | Pilota                | Squadra             | Motocicletta    | Giri |
| -- | --------------------- | ------------------- | --------------- | ---- |
| 20 | Karl Harris           | Metalsistem Endoug  | Suzuki GSX 600  | 11   |
| 48 | Stefan Scheschowitsch | Steinhausen Bender  | Suzuki GSX 600  | 11   |
| 14 | Christophe Cogan      | BKM Racing          | Yamaha R6       | 7    |
| 49 | Herbert Kaufmann      | Schaefer Mo Devil   | Suzuki GSX 600  | 2    |
| 10 | William Costes        | Honda France Elf    | Honda CBR 600   | 1    |
| 99 | Fabien Foret          | D.C.R. Pirelli      | Ducati 748 R    | 1    |
| 35 | Shinya Takeishi       | Castrol Honda       | Honda CBR 600 F | 1    |
| 24 | Maurizio Prattichizzo | GiMotorsport Lights | Yamaha R6       | 0    |

### Superstock

#### Arrivati al traguardo
| Pos. | Nº | Pilota               | Squadra              | Motocicletta     | Giri | Tempo     | Punti |
| ---- | -- | -------------------- | -------------------- | ---------------- | ---- | --------- | ----- |
| 1º   | 45 | Chris Burns          | Redwood Racing       | Yamaha R1        | 8    | 17'08.512 | 25    |
| 2º   | 54 | Markus Wegscheider   | Suzuki Stefan Scmidt | Suzuki GSX R 750 | 8    | +2.954    | 20    |
| 3º   | 42 | Benny Jerzenbeck     | Steinhausen Racing   | Suzuki GSX R 750 | 8    | +3.399    | 16    |
| 4º   | 3  | Dario Tosolini       | TDC Desenzano Corse  | Suzuki GSX R 750 | 8    | +3.491    | 13    |
| 5º   | 11 | Katja Poensgen       | Suzuki Alstare       | Suzuki GSX R 750 | 8    | +3.611    | 11    |
| 6º   | 8  | James Ellison        | Ten Kate Young Guns  | Honda 900 CBR    | 8    | +15.933   | 10    |
| 7º   | 77 | Olivier Four         | Star Moto            | Suzuki GSX R 750 | 8    | +16.181   | 9     |
| 8º   | 22 | Steve Brogan         | Rumi                 | Honda 900 CBR    | 8    | +16.701   | 8     |
| 9º   | 14 | Raffaello Fabbroni   | Rumi                 | Honda 900 CBR    | 8    | +17.548   | 7     |
| 10º  | 17 | Frederic Jond        | Fratelli Team        | Honda 900 CBR    | 8    | +26.543   | 6     |
| 11º  | 72 | Steven Casaer        | Yamaha Belgium       | Yamaha R1        | 8    | +26.993   | 5     |
| 12º  | 21 | Koen Vleugels        | KS Racing            | Yamaha R1        | 8    | +27.921   | 4     |
| 13º  | 28 | Giacomo Romanelli    | TDC Desenzano Corse  | Suzuki GSX R 750 | 8    | +28.036   | 3     |
| 14º  | 19 | Alessandro Scorta    | Gimotor Sport Light  | Yamaha R1        | 8    | +28.161   | 2     |
| 15º  | 51 | Kelvin Reilly        | KR Racing            | Yamaha R1        | 8    | +28.376   | 1     |
| 16º  | 9  | Stephane Jond        | Fratelli Team        | Suzuki GSX R 750 | 8    | +28.519   |       |
| 17º  | 49 | Benjamin Nabert      | Green Speed          | Kawasaki ZX 9R   | 8    | +28.818   |       |
| 18º  | 2  | Daniel Oliver        | Martin Racing        | Aprilia RSV R    | 8    | +29.428   |       |
| 19º  | 6  | Dominique Duchene    | Green Kawasaki       | Kawasaki ZX 9R   | 8    | +30.451   |       |
| 20º  | 44 | Francisco Riquelme   | Aprilia Desmo Racing | Aprilia RSV R    | 8    | +40.154   |       |
| 21º  | 27 | Rudy Servol          | TRS Team Rudy Servol | Honda 900 CBR    | 8    | +40.603   |       |
| 22º  | 69 | Yann Gyger           | White Endurance      | Honda 900 CBR    | 8    | +45.933   |       |
| 23º  | 56 | Omero Mercuri        | Valvoline Racing     | Yamaha R1        | 8    | +46.381   |       |
| 24º  | 31 | Gianluigi Vallisari  | Racing T. Gabrielli  | Aprilia RSV R    | 8    | +48.719   |       |
| 25º  | 88 | Marty Nutt           | Nutt Aprilia UK      | Aprilia RSV R    | 8    | +48.879   |       |
| 26º  | 16 | Simone Suzzi         | FBC Racing           | Aprilia RSV R    | 8    | +49.258   |       |
| 27º  | 34 | Didier Van Keymeulen | BKM Racing           | Yamaha R1        | 8    | +1'02.769 |       |

#### Ritirati
| Nº | Pilota          | Squadra             | Motocicletta  | Giri |
| -- | --------------- | ------------------- | ------------- | ---- |
| 18 | Niklas Carlberg | Carlberg Racing Swe | Yamaha R1     | 7    |
| 23 | Michael Weynand | Keller Corsa        | Yamaha R1     | 3    |
| 37 | Barry Veneman   | Dee Cee Jeans R.T.  | Yamaha R1     | 3    |
| 5  | Paul Notman     | Speedline NRG       | Honda 900 CBR | 2    |